# Хамаев, Рахметжан Мансурахунович
Рахметжан Мансурахунович Хамаев (род. 25 ноября 1986 года, Чунджа, Алма-Атинская область, Казахская ССР) — казахстанский пауэрлифтер-паралимпиец, участник летних Паралимпийских играх 2020 в Токио и летних Паралимпийских играх 2024 в Париже.

## Биография
Занял второе место на III Азиатских Параиграх 2018 года в Джакарте.
29 августа 2021 года принял участие на летних Паралимпийских играх 2020 в Токио в весовой категории до 88 кг. В первой попытке поднял вес 195 кг, затем во втором и третьем подходах заявлял веса 201 и 214 кг, но оба раза потерпел неудачу. С результатом 195 кг Хамаев занял пятое место на Паралимпиаде-2020.
7 сентября 2024 года на летних Паралимпийских играх 2020 в Токио вновь соревновался в весовой категории до 88 кг. В первой попытке поднял 200 кг, затем заявлял веса 209 и 210 кг, которые не смог поднять. Занял итоговое шестое место в своей весовой категории.

## Спортивные результаты
| Год  | Турнир                          | Город      | Категория | Результат | Место |
| ---- | ------------------------------- | ---------- | --------- | --------- | ----- |
| 2017 | Чемпионат мира                  | Мехико     | До 88 кг  | 175       | 12    |
| 2018 | Азиатские Параигры              | Джакарта   | До 88 кг  | 197       | 2     |
| 2019 | Чемпионат мира                  | Нур-Султан | До 88 кг  | NM        | NM    |
| 2021 | Летние Паралимпийские игры 2020 | Токио      | До 88 кг  | 195       | 5     |
| 2021 | Чемпионат мира                  | Тбилиси    | До 88 кг  | 195       | 7     |
| 2023 | Чемпионат мира                  | Дубай      | До 88 кг  | 200       | 6     |
| 2023 | Азиатские Параигры 2022         | Ханчжоу    | До 88 кг  | 203       | 3     |
| 2024 | Летние Паралимпийские игры 2024 | Париж      | До 88 кг  | 200       | 6     |